# Casa Maffei
Casa Maffei è uno storico edificio liberty della città di Torino, in Piemonte.

## Storia
Il palazzo venne eretto tra il 1904 e il 1907 secondo il progetto dell'ingegnere Antonio Vandone di Cortemiglia su commissione di Giovanni Maffei, uno dei più importanti agenti di cambio di Torino.

## Descrizione
L'edificio sorge al numero 50 di corso Rodolfo Montevecchio nel quartiere Crocetta. Presenta uno stile liberty.